# Roumare
Roumare est une commune française située dans le département de la Seine-Maritime en région Normandie.

## Géographie

### Localisation
La commune est située en bordure de la forêt de Roumare.

### Communes limitrophes
|                              | Barentin      | Pissy-Pôville           |
| Saint-Pierre-de-Varengeville | Roumare       | Saint-Jean-du-Cardonnay |
| Hénouville                   | La Vaupalière |                         |

### Hydrographie
La commune est située dans le bassin Seine-Normandie. Elle n'est drainée par aucun cours d'eau,.

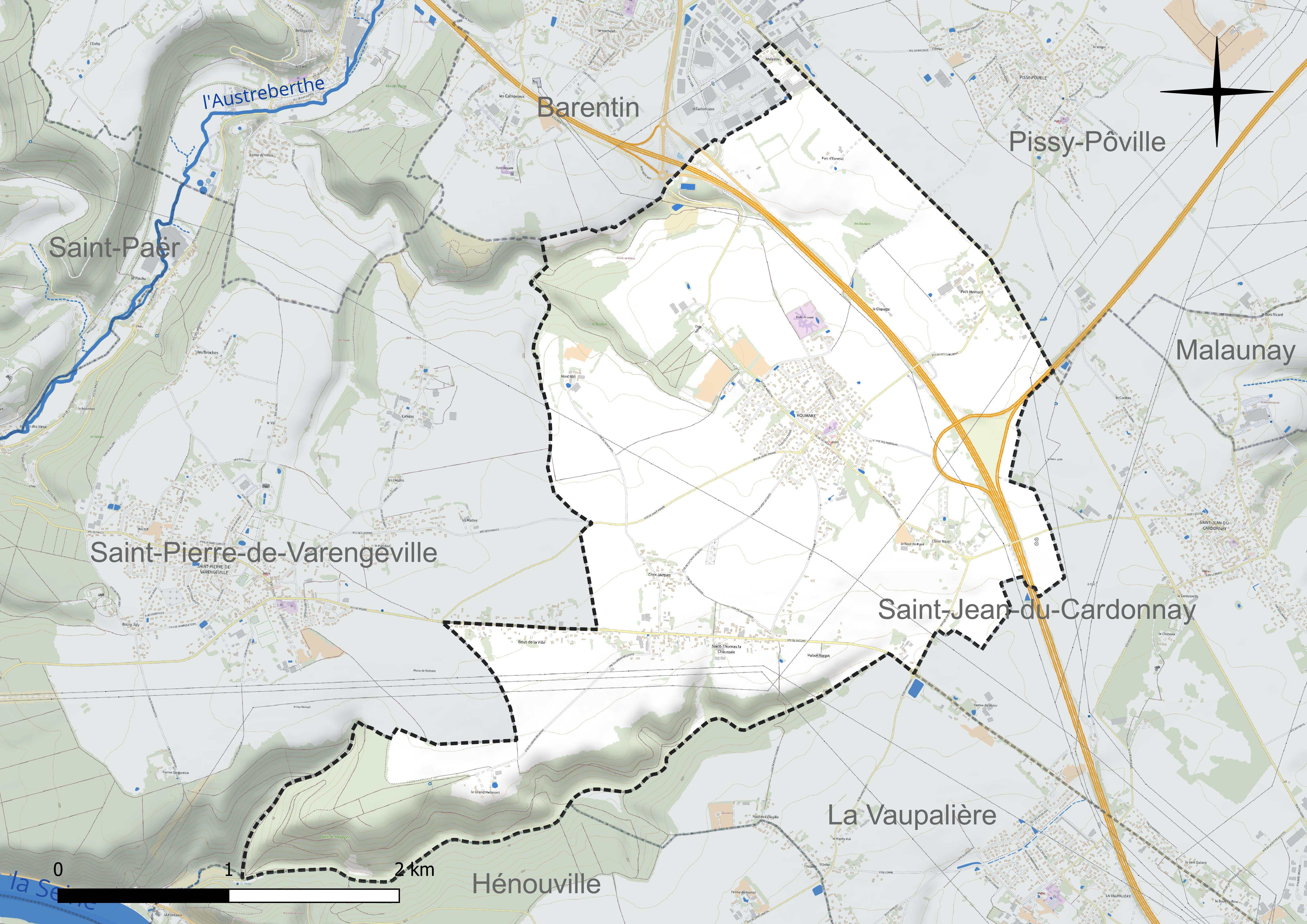
Réseau hydrographique de Roumare.

### Climat
Pour des articles plus généraux, voir Climat de la Normandie et Climat de la Seine-Maritime.
En 2010, le climat de la commune est de type climat océanique dégradé des plaines du Centre et du Nord, selon une étude du CNRS s'appuyant sur une série de données couvrant la période 1971-2000. En 2020, Météo-France publie une typologie des climats de la France métropolitaine dans laquelle la commune est exposée à un climat océanique et est dans la région climatique Côtes de la Manche orientale, caractérisée par un faible ensoleillement (1 550 h/an) ; forte humidité de l’air (plus de 20 h/jour avec humidité relative > 80 % en hiver), vents forts fréquents. Parallèlement le GIEC normand, un groupe régional d’experts sur le climat, différencie quant à lui, dans une étude de 2020, trois grands types de climats pour la région Normandie, nuancés à une échelle plus fine par les facteurs géographiques locaux. La commune est, selon ce zonage, exposée à un « climat maritime », correspondant au Pays de Caux, frais, humide et pluvieux, légèrement plus frais que dans le Cotentin.
Pour la période 1971-2000, la température annuelle moyenne est de 10,3 °C, avec une amplitude thermique annuelle de 13,3 °C. Le cumul annuel moyen de précipitations est de 864 mm, avec 13,2 jours de précipitations en janvier et 8,6 jours en juillet. Pour la période 1991-2020, la température moyenne annuelle observée sur la station météorologique la plus proche, située sur la commune de Rouen à 12 km à vol d'oiseau, est de 12,6 °C et le cumul annuel moyen de précipitations est de 817,9 mm,. Pour l'avenir, les paramètres climatiques de la commune estimés pour 2050 selon différents scénarios d’émission de gaz à effet de serre sont consultables sur un site dédié publié par Météo-France en novembre 2022.

## Urbanisme

### Typologie
Au 1er janvier 2024, Roumare est catégorisée commune rurale à habitat dispersé, selon la nouvelle grille communale de densité à sept niveaux définie par l'Insee en 2022.
Elle est située hors unité urbaine. Par ailleurs la commune fait partie de l'aire d'attraction de Rouen, dont elle est une commune de la couronne,. Cette aire, qui regroupe 317 communes, est catégorisée dans les aires de 200 000 à moins de 700 000 habitants,.

### Occupation des sols
L'occupation des sols de la commune, telle qu'elle ressort de la base de données européenne d’occupation biophysique des sols Corine Land Cover (CLC), est marquée par l'importance des territoires agricoles (73,9 % en 2018), en diminution par rapport à 1990 (76,7 %). La répartition détaillée en 2018 est la suivante : 
terres arables (55,9 %), forêts (16,8 %), prairies (15,5 %), zones urbanisées (8,6 %), zones agricoles hétérogènes (2,4 %), zones industrielles ou commerciales et réseaux de communication (0,7 %). L'évolution de l’occupation des sols de la commune et de ses infrastructures peut être observée sur les différentes représentations cartographiques du territoire : la carte de Cassini (XVIIIe siècle), la carte d'état-major (1820-1866) et les cartes ou photos aériennes de l'IGN pour la période actuelle (1950 à aujourd'hui).

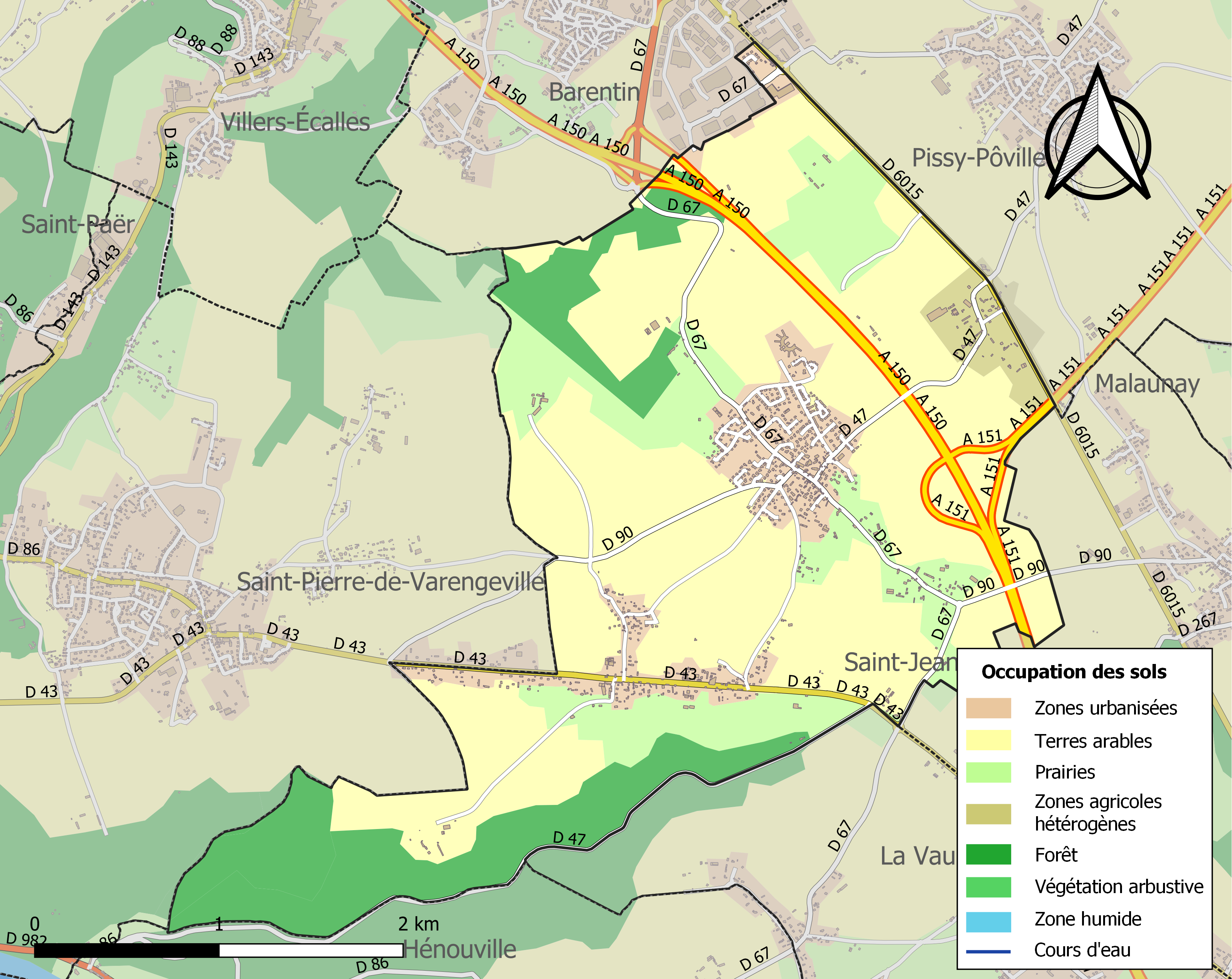
Carte des infrastructures et de l'occupation des sols de la commune en 2018 (CLC).

### Voies de communication et transports
La commune est desservie par la ligne 40 d'autocar.
La gare ferroviaire la plus proche est la gare de Barentin.
La commune est desservie par la ligne de car régional Nomad 526 qui va de Yerville à Rouen.

## Toponymie
Forme ancienne : Rolmara 1035-40, « la mare de Rolfr » (nom de personne norrois, également celui de Rollon (Rollon 1er Duc de Normandie)) ou de Rodulf. cf. Routot, Rouville, Rouxmesnil.
C'est un des nombreux noms de lieu de Normandie terminé par l'appellatif -mare qui peut être précédé d'un nom (ex. : Croix-Mare, Sausseuzemare-en-Caux), d'un adjectif (Bellemare, Brémare  du norrois breidr, large) ou le plus souvent d'un anthroponyme (Colmare, de Koli ; Cornemare, de Korni ; Vicquemare de Vigi). Le terme dialectal mare (d'origine norroise marr) est passé en français tardivement (XVIe siècle).

## Histoire
Rotmarus, seigneur auquel le roi Dagobert aurait concédé au VIIe siècle le territoire en récompense d'une brillante action militaire n'a certainement rien à voir avec le nom du village, vu les formes anciennes Rolmara, etc. Une autre origine du nom du village, plus romanesque, met en scène Rollon, qui, en 920, aurait suspendu aux branches d'un chêne situé près d'une mare (…la mare de Rou) un collier et des bracelets d'or que personne n'osa enlever et qui demeurèrent ainsi trois années durant. Cependant, il n'est pas sûr que le Rou(f), que postule le toponyme, soit bien Rollon. La tradition veut également qu'un puits, situé au milieu du village, communique avec les souterrains des abbayes de Saint-Georges de Boscherville et de Jumièges.
Le village est le résultat de la réunion en 1814 d'une partie de Saint-Thomas-la-Chaussée ([latinisé en] Sanctus Thomas de Caceya) qui n'a pas conservé son église et Roumare ([latinisé en] Rolmara au XIe siècle et Roumara au XIVe siècle).
Vestige du riche passé historique de la commune, les murs d'enceinte en briques, silex et torchis de quatre anciens châteaux sont encore visibles. Deux manoirs et un château, inscrit monument historique, sont des demeures privées.

## Politique et administration
| Période                                  | Période                  | Identité                 | Étiquette | Qualité                                               |
| ---------------------------------------- | ------------------------ | ------------------------ | --------- | ----------------------------------------------------- |
| Les données manquantes sont à compléter. |                          |                          |           |                                                       |
| 1793                                     | 1795                     | Louis Quesnel            |           |                                                       |
| 1800                                     |                          | Michel Simon             |           |                                                       |
|                                          | 1814                     | Caron                    |           |                                                       |
| 1814                                     | 1830                     | Jean-Baptiste de Vaignon |           | Officier                                              |
| 1830                                     | 1844                     | Decaens                  |           |                                                       |
| 1851                                     | 1879                     | Achille de Saint-André   |           |                                                       |
| 1890                                     | 1895                     | Hervé Carbonnier         |           |                                                       |
| 1895                                     | 1897                     | Charlemagne Joret        |           | Pépiniériste                                          |
| 1904                                     | 1918                     | Amand Laurent            |           |                                                       |
| 1920                                     | 1937                     | Alfred Marcille          |           | Avocat                                                |
| Les données manquantes sont à compléter. |                          |                          |           |                                                       |
| 1963                                     |                          | Marcille                 |           |                                                       |
| 1967                                     |                          | R. Petit                 |           |                                                       |
| 1974                                     |                          | M. Lestrelin             |           |                                                       |
| Les données manquantes sont à compléter. |                          |                          |           |                                                       |
| mars 2001                                | 14 juin 2023             | Josiane Lelièvre         |           | Secrétaire de mairie Réélue pour le mandat 2020-2026, |
| 20 juin 2023                             | En cours (au 25/08/2024) | Jean-Paul Couiller       |           |                                                       |

## Équipements et services publics

### Enseignement
L’école Samivel accueille les enfants de la petite section de maternelle au CM2. Le collège de secteur est le collège André-Marie à Barentin.

## Population et société

### Démographie
L'évolution du nombre d'habitants est connue à travers les recensements de la population effectués dans la commune depuis 1793. Pour les communes de moins de 10 000 habitants, une enquête de recensement portant sur toute la population est réalisée tous les cinq ans, les populations de référence des années intermédiaires étant quant à elles estimées par interpolation ou extrapolation. Pour la commune, le premier recensement exhaustif entrant dans le cadre du nouveau dispositif a été réalisé en 2006.

En 2022, la commune comptait 1 561 habitants, en évolution de +10,71 % par rapport à 2016 (Seine-Maritime : +0,35 %, France hors Mayotte : +2,11 %).
| 1793 | 1800 | 1806 | 1821  | 1831 | 1836 | 1841 | 1846 | 1851 |
| ---- | ---- | ---- | ----- | ---- | ---- | ---- | ---- | ---- |
| 700  | 750  | 758  | 1 130 | 811  | 838  | 839  | 825  | 816  |

| 1856 | 1861 | 1866 | 1872 | 1876 | 1881 | 1886 | 1891 | 1896 |
| ---- | ---- | ---- | ---- | ---- | ---- | ---- | ---- | ---- |
| 781  | 738  | 715  | 702  | 716  | 715  | 701  | 684  | 636  |

| 1901 | 1906 | 1911 | 1921 | 1926 | 1931 | 1936 | 1946 | 1954 |
| ---- | ---- | ---- | ---- | ---- | ---- | ---- | ---- | ---- |
| 593  | 626  | 593  | 546  | 547  | 514  | 502  | 564  | 596  |

| 1962 | 1968 | 1975 | 1982 | 1990 | 1999  | 2006  | 2011  | 2016  |
| ---- | ---- | ---- | ---- | ---- | ----- | ----- | ----- | ----- |
| 522  | 464  | 608  | 809  | 965  | 1 103 | 1 327 | 1 382 | 1 410 |

| 2021  | 2022  | - | - | - | - | - | - | - |
| ----- | ----- | - | - | - | - | - | - | - |
| 1 549 | 1 561 | - | - | - | - | - | - | - |

### Cultes
Roumare appartient à la paroisse catholique Saint-Georges de Boscherville en Roumare qui fait partie du doyenné Rouen-Ouest de l'archidiocèse de Rouen.

### Médias
- Le quotidien Paris-Normandie et l'hebdomadaire Le Courrier cauchois relatent les informations locales.
- La commune est située dans le bassin d'émission de la chaîne de télévision France 3 Normandie.

## Économie
Marché le dimanche matin.

## Culture locale et patrimoine

### Lieux et monuments

#### Monuments historiques
La commune compte deux monuments historiques :
- l'église paroissiale Notre-Dame du XVe siècle, classée par arrêté du 14 février 1921[23],[24],
- le château des XVIIe et XVIIIe siècles ayant appartenu à la famille Vaignon de Mortemer[25], inscrit par arrêté du 11 avril 1997[26].

#### Autres lieux et monuments
- Tombeau dans le cimetière avec gisant de Pierre Adolphe Pray (1814-1885), curé de Roumare.
- Monument aux morts (1920).
- Ferme pédagogique qui invite à la découverte d'un parcours fruitier ouvert d'avril à octobre.
- Camping « les Nénuphars ».
- Centre commercial.
- Tennis couvert.

### Personnalités liées à la commune
- Jacques Varin (1740-1808), né à Saint-Thomas-la-Chaussée. Botaniste et directeur du Jardin des plantes de Rouen de 1776 à 1808, il donna son nom à une variété de lilas[27].